# Boulevard Davout
Boulevard Davout je bulvár ve 20. obvodu v Paříži. Je součástí tzv. Maršálských bulvárů. Bulvár nese jméno Louise Nicolase Davouta (1770–1823), maršála Francie.

## Historie
V letech 1840–1845 byly postaveny kolem Paříže nové hradby. Dnešní bulvár vznikl na místě bývalé vojenské cesty (Rue Militaire), která vedla po vnitřní straně městských hradeb. Tato silnice byla armádou převedena městu Paříži na základě rozhodnutí z 28. července 1859.
Koncem února 2009 byly zahájeny přípravné práce na prodloužení tramvajové linky T3, která povede prostředkem bulváru. Linka bude uvedena do provozu v roce 2012.